# Mindeltal
Mindeltal este o arie protejată (arie de protecție specială avifaunistică — SPA) din Germania întinsă pe o suprafață de 2.655,2 ha, integral pe uscat.

## Localizare
Centrul sitului Mindeltal este situat la coordonatele 48°11′26″N 10°27′20″E / 48.1906°N 10.4556°E.

## Înființare
Situl Mindeltal a fost declarat arie de protecție specială avifaunistică în septembrie 2006 pentru a proteja 15 specii de animale.

## Biodiversitate
Situată în ecoregiunea continentală, aria protejată nu include niciun habitat protejat.
La baza desemnării sitului se află mai multe specii protejate de  păsări (15): pescăruș albastru (Alcedo atthis), fâsă de luncă (Anthus pratensis), barză albă (Ciconia ciconia ciconia), erete de stuf (Circus aeruginosus), erete cenușiu (Circus pygargus), prepeliță (Coturnix coturnix), egretă albă (Egretta alba), Falco peregrinus peregrinus, becațină comună (Gallinago gallinago), sfrâncioc roșiatic (Lanius collurio), gaia neagră (Milvus migrans), gaia roșie (Milvus milvus), Numenius arquata arquata, silvie de câmp (Sylvia communis), nagâț (Vanellus vanellus).